# Língua buginesa
A língua buginesa (Basa Ugi, também chamada Bahasa Bugis, Buginês, Bugi, De) é uma língua falada por cerca de 4 milhões, principalmente no sul das Celebes, Indonésia.

## Dialetos
Os Bugis ainda se distinguem entre si de acordo com seus principais estados anteriores ao período colonial (Bone, Wajo, Soppeng e Sidenreng) ou grupos de pequenos estados (próximo de Pare-Pare, Sinjai e Suppa) As línguas dessas áreas, com as suas diferenças relativamente pequenas entre si, foram reconhecidas por muitos linguístas como dialetos; estudos mais recentes identificaram onze deles, a maioria deles com dois ou mais sub-dialetos.
Lista de dialetos da língua Buginesa: Bone (Palakka, Dua Boccoe, Mare), Pangkep (Pangkajane), Camba, Sidrap (Sidenreng, North Pinrang, Alitta), Pasangkayu (Ugi Riawa), Sinjai (Enna, Palattae, Bulukumba), Soppeng (Kessi), Wajo, Barru (Pare-Pare, Nepo, Soppeng Riaja, Tompo, Tanete), Sawitto (Pinrang), Luwuk (Luwuk, Bua Ponrang, Wara, Malangke-Ussu).

## Nome
A palavra Buginês deriva da expressão malaia Bahasa Bugis. Em buginês a língua é chamada Basa Ugi, en quanto que o povo Bugis é chamado To Ugi. Ugi significa  O primeiro Rei em Buginês e se refere ao antigo Reino Bugis de  Cina.

## História
Pouco se sabe sobre os primórdios históricos da língua por falta de registros escritos. Um dos mais antigos textos escritos é o épico mito da criação dos Bugis, Sureq Galigo (séculos XIII a XV). Outra fonte sobre o Buginês é a tradicional escrita Lontara e seus registros históricos, cujo texto mais antigo é do século XVII. Isso, porém, não é aceito como fonte confiável, pois parece muito influenciado por mitos.
Antes da chegada dos neerlandeses no século XVIII, um missionário de nome B.F. Matthews já traduzira a Bíblia para a língua, o que o fez ser o primeiro europeu a conhecer o idioma. Os dicionários e os livros de gramática por ele compilados, os textos de folclore e de literatura que ele publicoi,são até hoje as principais fontes de informação sobre a língua. Matthews já havia conhecido também o Makassar.
Com o domínio  neerlandês muitos Bugis fugiram de sua área original nas Celebes do Sul em procura de vida melhor, o que levou à existência de grupos falantes da língua dispersos pelo Arquipélago malaio.

## Classificação
Buginês é uma língua ergativa-absolutiva da família das línguas austronésias, mas especificamente das línguas malaio-polinésias ocidentais. Assim, a língua se relaciona com idiomas do leste da malásia, tais como o javanês madurês e  sundanês. O buginês algumas absorveu palavras dessas línguas, tais como  janrang, 'cavalo', que se acredita ter vindo do javanês. O buginês também se relaciona com umas poucas línguas da parte leste do arquipélago, como o próprio malaio.

## Geografia

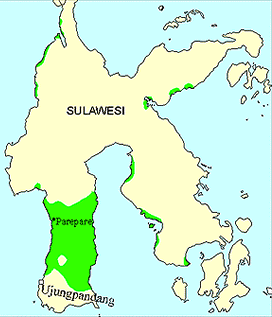
A área em verde mostra locais de presença do Buginês.

A maioria dos falantes nativos, cerca de três milhões, se concentra nas Celebes do Sul, Indonésia, mas há pequenos grupos de falantes em Java, Samarinda e no leste de Sumatra, na Indonésia. Há falantes também em Sabá (Malásia), na Península da Malásia e no sul das Filipinas. A diáspora dos Bugis, com sua emigração durante século XVII, foi causada por situações de Guerra. A colonização pelos holandeses se tornou mais direta no início do século XX.

## Escrita
O Buginês era geralmente expresso com a escrita Lontaras, da família “Brahmica”, a qual também era usada pelo Makassar e pelo Mandar. O nome Lontara se deriva da palavra língua malaia para borassus (palmeira “palmyra”) - lontar, em cujas folhas eram escritos textos da índia, Sudeste Asiático e Indonésia. Hoje, porém, é frequentemente escrita com o alfabeto latino, conforme exigência legal do governo Indonésio.
A escrita Lontara buginesa (conhecida no local como Aksara Ugi) apresenta ligeiras diferenças da escrita lontara de outras línguas, como do Makassar. Usa
Textos antigos, porém, geralmente não usam diacríticos e espera-se que os leitores identifiquem as palavras pelo contexto para pronunciar com correção. Como é de se esperar, isso leva a enganos por parte de leitores não muito experientes, como, por exemplo, bolo podendo ser erroneamente lida como bala.

## Amostra de texto
Sininna rupa tau ri jajiangngi rilinoe nappunnai manengngi riasengnge alebbireng . Nappunai riasengnge akkaleng, nappunai riasengnge ati marenni na sibole bolena pada sipakatau pada massalasureng.
Português
Todos seres humanos nascem livres e são iguais em dignidade e direitos. Eles são providos de razão e consciência e devem agir uns em relação aos outros num espírito de fraternidade.  (Artigo 1 da Declaração Universal dos Direitos Humanos)

## Números
Os números são:
| 1       | ᨔᨙᨉᨗ     | seqdi        |
| 2       | ᨉᨘᨓ     | duwa         |
| 3       | ᨈᨛᨒᨘ     | təllu        |
| 4       | ᨕᨛᨄ     | əppaq        |
| 5       | ᨒᨗᨆ     | lima         |
| 6       | ᨕᨛᨊᨛ     | ənəŋ         |
| 7       | ᨄᨗᨈᨘ     | pitu         |
| 8       | ᨕᨑᨘᨓ    | aruwa        |
| 9       | ᨕᨙᨔᨑ    | asera        |
| 10      | ᨔᨄᨘᨒᨚ    | sapulo       |
| 20      | ᨉᨘᨓᨄᨘᨒᨚ   | duwa pulo    |
| 30      | ᨈᨛᨒᨘᨄᨘᨒᨚ   | təllu pulo   |
| 40      | ᨄᨈᨄᨘᨒᨚ   | pata pulo    |
| 50      | ᨒᨗᨆᨄᨘᨒᨚ   | lima pulo    |
| 60      | ᨕᨛᨊᨛᨄᨘᨒᨚᨊ  | ənə pulona   |
| 70      | ᨄᨗᨈᨘᨄᨘᨒᨚ   | pitu pulo    |
| 80      | ᨕᨑᨘᨓᨄᨘᨒᨚᨊ | aruwa pulona |
| 90      | ᨕᨙᨔᨑᨄᨘᨒᨚᨊ | asera pulona |
| 100     | ᨔᨗᨑᨈᨘ    | siratu       |
| 1000    | ᨔᨗᨔᨛᨅᨘ    | sisəbu       |
| 10 000  | ᨔᨗᨒᨔ    | silasa       |
| 100 000 | ᨔᨗᨀᨚᨈᨗ    | sikoti       |